# Evan Burr Bukey
Evan Burr Bukey (né en 1940) est un historien, écrivain et professeur universitaire américain. En 2019, il enseigne à l'université de l'Arkansas.

## Biographie
Evan Burr Bukey est né le 24 avril 1940 à Cincinnati en Ohio.
En 2019, il est professeur émérite à l'université de l'Arkansas.

## Œuvres
- Hitler's Austria: Popular Sentiment in the Nazi Era, 1938-1945, University of North Carolina Press, 2018 [présentation]
Pour cet ouvrage, l'auteur a reçu le National Jewish Book Award, Holocaust Category, Jewish Book Council de 2000 et l'Austrian Cultural Institute Prize for the best book on Austrian History de 2001[3]
- Jews and Intermarriage in Nazi Austria, Cambridge University Press, 2011 [présentation]
- Hitler's Hometown: Linz, Austria, 1908-1945, Indiana Univ Press, 1986 [critique]